# Datsu-A Ron
"Datsu-A Ron" hay "Thoát Á Luận" (Kyūjitai: 脫亞論, Shinjitai: 脱亜論) là một bài xã luận được đăng trên tờ báo Jiji Shimpo của Nhật Bản vào ngày 16 tháng 3 năm 1885 với lập luận rằng Meiji Nhật Bản nên từ bỏ các chính phủ bảo thủ của Nhà Thanh Trung Quốc và Joseon Hàn Quốc mà liên minh với phương Tây. Tiêu đề "Datsu-A Ron" đã được dịch theo nhiều cách khác nhau, bao gồm "Tạm biệt châu Á" (Good-bye Asia), "Khử Á hóa" (De-Asianization), "Rũ bỏ châu Á" (Shedding Asia) và "Thoát châu Á" (Leaving Asia).
Tác phẩm được viết nặc danh, có thể là của tác giả và nhà giáo dục Fukuzawa Yukichi. Bài xã luận được bao gồm trong tập thứ hai của các tác phẩm hoàn chỉnh của Fukuzawa vào năm 1933 và năm 1996, Shinya Ida đã sử dụng các phương pháp ngôn ngữ pháp lý để phân tích "Datsu-A Ron" và kết luận nhà văn là Yoshio Takahashi hoặc Fukuzawa.

## Tóm tắt
Bài báo đầu tiên tuyên bố rằng "cơn gió Tây hóa" đang thổi qua khu vực và các quốc gia có thể thích nghi với nó và "nếm trái (ngọt) của nền văn minh" hoặc bị bỏ lại mà không có sự lựa chọn trong số phận của mình. "Nền văn minh giống như bệnh sởi", nó tiếp tục, "và nó tốt hơn bệnh sởi mà nó có thể mang lại lợi ích". Nó thấy Mạc phủ Tokugawa bảo thủ đã cản trở con đường này đến "văn minh" và tự quyết, và lập luận rằng việc lật đổ nó là cần thiết để thoát khỏi cái cũ và giành lấy cái mới. Theo cách này, tác giả coi Nhật Bản trong thời kỳ phục hưng Meiji là "rời khỏi châu Á" về mặt tinh thần vì hai nước láng giềng là Trung Quốc và Hàn Quốc dường như không chấp nhận cải cách như vậy. Trừ khi có những người tiên phong cải cách các quốc gia này, họ sẽ bị chinh phục và chia rẽ bởi các thế lực bên ngoài, như thể hiện trong các hiệp ước và mối đe dọa vũ lực không đồng đều của Hoa Kỳ và các cường quốc phương Tây khác.
Một đoạn quan trọng viết:
- Một khi cơn gió của nền văn minh phương Tây thổi sang phương Đông, từng ngọn cỏ và mọi cây ở phương Đông đều theo những gì gió phương Tây mang lại.
- Sự lây lan của nền văn minh giống như bệnh sởi.
- Theo quan điểm của tôi, hai quốc gia [Trung Quốc và Triều Tiên] không thể tồn tại như những quốc gia độc lập với sự tấn công của nền văn minh phương Tây sang phương Đông.
- Nó không khác với trường hợp của một người đàn ông chính trực sống trong một khu phố của một thị trấn nổi tiếng là ngu ngốc, vô luật pháp, tàn bạo và vô tâm. Hành động của anh hiếm đến nỗi nó luôn bị chôn vùi dưới sự xấu xí trong các hoạt động của hàng xóm.
- Chúng ta không có thời gian để chờ đợi sự giác ngộ của những người hàng xóm để chúng ta có thể cùng nhau hướng tới sự phát triển của Châu Á. Tốt hơn là chúng ta nên rời khỏi hàng ngũ các quốc gia châu Á và bỏ rất nhiều với các quốc gia văn minh của phương Tây. Những người thân thiết với những người bạn xấu cũng bị coi là xấu, do đó tôi sẽ từ chối những người bạn châu Á tồi tệ đó từ trái tim mình.

## Bối cảnh lịch sử
"Datsu-A Ron" được cho là phản ứng của Fukuzawa trước nỗ lực thất bại của người Hàn Quốc nhằm tổ chức một phe cải cách hiệu quả, một nỗ lực mà ông đã ủng hộ. Ông đã mời các quý tộc trẻ Hàn Quốc đến trường của mình. Anh ta ủng hộ Yu Giljun, một sinh viên nước ngoài đầu tiên của Hàn Quốc, và một trong những đệ tử của anh ta, Kim Okgyun, đã cố gắng đảo chính vào năm 1884 nhưng không thành công. Những thất bại này đã thúc đẩy Fukuzawa phát triển hệ tư tưởng "thoát châu Á". Tuy nhiên, sự giúp đỡ dành cho những người Hàn Quốc cực đoan trong thời đại này thường không nhằm mục đích dẫn đến độc lập hoàn toàn cho bán đảo, mà là tìm cách đưa Triều Tiên dưới ảnh hưởng của Nhật Bản ngày càng lớn hơn. Điều này lên đến đỉnh điểm trong các trò chơi quyền lực hoài nghi được thực hiện ở Hàn Quốc bởi cả hai người Hàn Quốc được hỗ trợ bởi Fukuzawa và Quân đội Hoàng gia Nhật Bản trong Chiến tranh Trung-Nhật.
Sự ủng hộ nhiệt tình của chiến tranh của Fukuzawa có liên quan nhiều đến ý kiến của ông về hiện đại hóa. Giống như nhiều đồng nghiệp của mình trong chính phủ, Fukuzawa cuối cùng tin rằng hiện đại hóa ở châu Á có thể đạt được tốt nhất ở điểm một khẩu súng. Ông tin rằng Trung Quốc phải chịu đựng các nguyên tắc cổ xưa và không thay đổi. Vào thời chiến tranh, tục bó chân vẫn là thông lệ ở Trung Quốc cũng như các hình phạt và tra tấn tàn khốc mà Nhật Bản đã đặt ra ngoài vòng pháp luật, thuốc phiện được bán trên đường phố và các tổ chức chính trị đã thất bại trong việc chống lại các cuộc xâm lược của nước ngoài. Đường sắt và thuế đã được bán để trả nợ. Nhật Bản, tương tự, chịu đựng sự sỉ nhục khi phải chịu đựng các hiệp ước bất bình đẳng với các cường quốc phương Tây, và Fukuzawa hy vọng một màn trình diễn về sức mạnh quân sự sẽ làm thay đổi quan điểm của phương Tây đối với việc sửa đổi hiệp ước. Với hy vọng về một Nhật Bản mạnh mẽ, Fukuzawa đã xem các nước châu Á trên khắp Nhật Bản là những người răn đe tiềm năng cần được hướng dẫn.

## Di sản
Năm 2004, Yo Hirayama đã nghiên cứu di sản trí tuệ của bài báo và kết luận rằng nó đã bị lãng quên một cách hiệu quả từ lần xuất bản năm 1885 cho đến những năm 1950, khi nó bắt đầu được trích dẫn như một ví dụ về chủ nghĩa quân phiệt Nhật Bản trong thời kỳ Meiji.
"Datsu-A Ron" không thu hút bất kỳ bình luận nào khi xuất bản vào năm 1885. Hirayama không tìm thấy tài liệu tham khảo nào về nó ở Jiji Shinpo sau ngày 16 tháng 3 năm 1885 hoặc tại Tokyo Yokohama Mainichi Shinbun, Yubin Houchi Shinbun hoặc Choya Shinbun trong khoảng thời gian từ 17 đến 27 tháng 3 và kết luận rằng nó đã bị lãng quên trong 48 năm tiếp theo. Vào tháng 7 năm 1933, Keio Gijyuku đã bao gồm bài xã luận trong tập 2 của Zoku-Fukuzawa Zenshū (続福澤全集, "Các tác phẩm hoàn chỉnh tiếp tục của Fukuzawa"). Kể từ đó, Fukuzawa đã được coi là nhà văn. Không có bình luận nào thêm xảy ra từ 1933 đến 1951.
Trong những năm 1950 và 1960, nó đã được trích dẫn trong một số sách và bài báo:
1. Shigeki Tōyama (tháng 11 năm 1951), Nisshin-Sensō cho Fukuzawa Yukichi (日清戦争と福沢諭吉, "Chiến tranh Trung-Nhật và Yukuchi Fukuzawa")
2. Shiso Hattori (tháng 5 năm 1952), Toyo-ni-okeru Nihon-no ichi (東洋における日本の位置, "Vị thế của Nhật Bản ở Châu Á")
3. Shiso Hattori (tháng 8 năm 1953), Bunmei-kaika (文明開化, "Nền văn minh")
4. Masanao Kano (tháng 6 năm 1956), Nihon Kindai-Shiso-no Keisei (日本近代思想の形成, "Sự hình thành ý tưởng hiện đại của Nhật Bản")
5. Koji Iizuka (tháng 7 năm 1960) Ajia-no-nakano Nihon (アジアのなかの日本, "Nhật Bản ở châu Á")
6. Yoshitake Oka (tháng 6 năm 1961), Kokuminteki dokuritsu-to Kokkarisei (的 独立 と 国家, nhóm Độc lập quốc gia và lý do nhà nước)
7. Yoshimi Takeuchi (tháng 6 năm 1961), Nihon-to Ajia (日本とアジア, "Nhật Bản và Châu Á")

Nó cũng được tái bản đầy đủ trong Takeuchi (tháng 8 năm 1963), Gendai-Nihon Shiso Taikei (現代日本思想大系, Nhật Bản Khảo sát các ý tưởng hiện tại của Nhật Bản) và Masafumi Tomita, Shun-ichi Tsuchihashi ed. (Tháng 6 năm 1960), Fukuzawa Yukichi Zensyu 福澤諭吉全集, Những Tác phẩm Hoàn chỉnh của Yukichi Fukuzawa), tập 10.
Sau đó, vào năm 1967, hai cuốn sách bìa mềm phổ biến đã được xuất bản, bình luận về "Datsu-A Ron", đó là Fukuzawa Yukichi, Ikitsuzukeru Shisoka (福沢諭吉—生きつづける思想家, "Yukichi Fukuzawa - Nhà lý luận sống") của Kenji Kono và Fukuzawa Yukichi (福沢諭吉, "Yukichi Fukuzawa") của Masanao Kano. Những điều này làm cho biên tập nổi tiếng ở Nhật Bản như một ví dụ về chủ nghĩa quân phiệt Nhật Bản.
Vào tháng 3 năm 1981, Junji Banno đã xuất bản bản giải thích mới của "Datsu-A Ron" trong phần bình luận của Fukuzawa Yukichi Sensyu (福沢諭吉選集, Những tác phẩm được chọn của Yukichi Fukuzawa,) tập 7, ISBN 4-00-100677-4, cho thấy họ đang giải quyết sự thất bại của người Hàn Quốc trong việc tổ chức một phe cải cách chính trị hiệu quả.

## Bản dịch tiếng Anh
- Sinh Vinh (tháng 10 năm 1984). "On departure from Asia: Datuaron". Fukuzawa Yukichi Nenkan. Quyển 11. Tokyo: Fukuzawa Yukichi Kyokai. Bản gốc lưu trữ ngày 1 tháng 7 năm 2020. Truy cập ngày 29 tháng 6 năm 2020.
- David John Lu, biên tập (tháng 11 năm 1996). "Good-bye Asia (1885)". Japan: a documentary history: The Late Tokugawa Period to the Present. Armonk, New York: M.E. Sharpe. tr. 351–353. ISBN 0-7656-0036-6.